# イントロデューシング・ザ・ビートルズ
『Introducing... The Beatles』（イントロデューシング・ザ・ビートルズ）は、アメリカで発売されたビートルズ初のアルバムである。1963年7月22日にヴィージェイ・レコードから発売され、1964年2月に一部収録曲を差し替えて再発売された。
このアルバムは日本国内ではリリースされておらず、本記事で使用されている「イントロデューシング・ザ・ビートルズ」という邦題は仮称である。

## 解説
イギリスでの所属レーベルであるパーロフォンの親会社EMIは、ビートルズをアメリカ合衆国へ進出させるにあたり、資本提携関係にあるキャピトル・レコードに発売を持ちかけた。しかしキャピトルがこれを拒否したため、代わりとなるレコード会社として、リズム・アンド・ブルースやジャズを扱う零細レーベルであるシカゴのヴィージェイ・レコードが選ばれた。EMIは同社の持つ音源のイギリスにおける販売権を保有していたため、同社からビートルズのレコードを販売することができた。ヴィージェイはビートルズのファースト・シングルとして1963年2月7日に『プリーズ・プリーズ・ミー/アスク・ミー・ホワイ』(Vee Jay VJ498)を、5月27日にセカンド・シングル『フロム・ミー・トゥ・ユー/サンキュー・ガール』(Vee Jay VJ522)を、7月22日には本アルバム『イントロデューシング・ザ・ビートルズ』を発売した。本作はイギリス盤『プリーズ・プリーズ・ミー』から「プリーズ・プリーズ・ミー」「アスク・ミー・ホワイ」を外して当時のアメリカでのLP標準である12曲の形式にしたものである。なお、本作はジャケット写真が裏焼きになっており、また「アイ・ソー・ハー・スタンディング・ゼア」の冒頭のカウントが“three”までカットされてしまうなど、質はやや粗悪である。
ビートルズはイギリスでは圧倒的な人気を集めていたものの、当時のアメリカでは無名の存在であった。またフォー・シーズンズの楽曲でビルボード1位を幾度も獲得していたとはいえ、ヴィージェイの販路は決して大きくなかった。従って同社から発売されたビートルズの楽曲はいずれもヒットしなかった。その後ビートルズはEMIと提携していた零細レーベルのスワン・レコードに移籍し、9月16日に『シー・ラヴズ・ユー/アイル・ゲット・ユー』(Swan 4152)を発売するが、こちらもヒットには至っていない（ただしキャピトルからのデビュー以後はヴィージェイ盤、スワン盤ともに大ヒットしている）。
ビートルズの人気がアメリカにも徐々に波及すると、それまでビートルズに関心を示さなかったキャピトルもレコードの発売を決定した。1963年12月26日にシングル『抱きしめたい/アイ・ソー・ハー・スタンディング・ゼア』(Capitol 5112)を、1964年1月20日にはアルバム『ミート・ザ・ビートルズ』が発売されると記録的な大ヒットが生じた。この時点でヴィージェイはビートルズのアルバムの販売権を依然所有していたため、1964年2月に『イントロデューシング・ザ・ビートルズ』を再発売した。こちらでは、「ラヴ・ミー・ドゥ」が「アスク・ミー・ホワイ」、「P.S.アイ・ラヴ・ユー」が「プリーズ・プリーズ・ミー」に差し替えられている。
1964年の再発盤は、折からのビートルマニアの影響を受けて大ヒットに至っている。『ビルボード』誌のアルバム・チャートでは、9週連続第2位を獲得。2014年7月24日にアメリカレコード協会によってプラチナ認定された。
なおヴィージェイはEP『The Beatles』(Vee Jay VJEP1-903)やアルバム『The Beatles VS The Four Seasons』(Vee Jay VJLP 1065)、『The Beatles & Frank Ifield On Stage』(Vee Jay VJLP1085)を次々に発売するが、後に財務状況が悪化した末に倒産している。
1965年前半にヴィージェイの販売権は失効した。1965年3月22日にキャピトルが発売したアルバム『ジ・アーリー・ビートルズ』には、『イントロデューシング・ザ・ビートルズ』収録の11曲が収録された。

## 収録曲
特記を除き、作詞作曲はレノン＝マッカートニーによるもの。

### 初版盤
| #         | タイトル                                                             | 作詞・作曲                            | リード・ボーカル                      | 時間  |
| --------- | -------------------------------------------------------------------- | ------------------------------------- | ------------------------------------- | ----- |
| 1.        | 「アイ・ソー・ハー・スタンディング・ゼア」(I Saw Her Standing There) |                                       | ポール・マッカートニー                | 2:50  |
| 2.        | 「ミズリー」(Misery)                                                 |                                       | ジョン・レノン ポール・マッカートニー | 1:48  |
| 3.        | 「アンナ」(Anna (Go To Him))                                         | アーサー・アレキサンダー              | ジョン・レノン                        | 3:00  |
| 4.        | 「チェインズ」(Chains)                                               | ジェリー・ゴフィン キャロル・キング   | ジョージ・ハリスン                    | 2:55  |
| 5.        | 「ボーイズ」(Boys)                                                   | ルーサー・ディクソン ウェス・ファレル | リンゴ・スター                        | 2:28  |
| 6.        | 「ラヴ・ミー・ドゥ」(Love Me Do)                                     |                                       | ポール・マッカートニー ジョン・レノン | 2:19  |
| 合計時間: | 合計時間:                                                            | 合計時間:                             | 合計時間:                             | 15:20 |

| #         | タイトル                                                                             | 作詞・作曲                                                 | リード・ボーカル                      | 時間  |
| --------- | ------------------------------------------------------------------------------------ | ---------------------------------------------------------- | ------------------------------------- | ----- |
| 1.        | 「P.S.アイ・ラヴ・ユー」(P.S. I Love You)                                            |                                                            | ポール・マッカートニー                | 2:04  |
| 2.        | 「ベイビー・イッツ・ユー」(Baby It's You)                                            | マック・デヴィッド ルーサー・ディクソン バート・バカラック | ジョン・レノン                        | 2:41  |
| 3.        | 「ドゥ・ユー・ウォント・トゥ・ノウ・ア・シークレット」(Do You Want To Know A Secret) |                                                            | ジョージ・ハリスン                    | 1:59  |
| 4.        | 「蜜の味」(A Taste Of Honey)                                                         | ボビー・スコット リック・マーロー                          | ポール・マッカートニー                | 2:05  |
| 5.        | 「ゼアズ・ア・プレイス」(There's A Place)                                            |                                                            | ジョン・レノン ポール・マッカートニー | 1:53  |
| 6.        | 「ツイスト・アンド・シャウト」(Twist And Shout)                                      | フィル・メドレー バート・ラッセル                          | ジョン・レノン                        | 2:33  |
| 合計時間: | 合計時間:                                                                            | 合計時間:                                                  | 合計時間:                             | 13:15 |

### 第2版盤
| #         | タイトル                                                             | 作詞・作曲                            | リード・ボーカル                      | 時間  |
| --------- | -------------------------------------------------------------------- | ------------------------------------- | ------------------------------------- | ----- |
| 1.        | 「アイ・ソー・ハー・スタンディング・ゼア」(I Saw Her Standing There) |                                       | ポール・マッカートニー                | 2:50  |
| 2.        | 「ミズリー」(Misery)                                                 |                                       | ジョン・レノン ポール・マッカートニー | 1:48  |
| 3.        | 「アンナ」(Anna (Go To Him))                                         | アーサー・アレキサンダー              | ジョン・レノン                        | 3:00  |
| 4.        | 「チェインズ」(Chains)                                               | ジェリー・ゴフィン キャロル・キング   | ジョージ・ハリスン                    | 2:55  |
| 5.        | 「ボーイズ」(Boys)                                                   | ルーサー・ディクソン ウェス・ファレル | リンゴ・スター                        | 2:28  |
| 6.        | 「アスク・ミー・ホワイ」(Ask Me Why)                                 |                                       | ジョン・レノン                        | 2:24  |
| 合計時間: | 合計時間:                                                            | 合計時間:                             | 合計時間:                             | 15:25 |

| #         | タイトル                                                                             | 作詞・作曲                                                 | リード・ボーカル                      | 時間  |
| --------- | ------------------------------------------------------------------------------------ | ---------------------------------------------------------- | ------------------------------------- | ----- |
| 1.        | 「プリーズ・プリーズ・ミー」(Please Please Me)                                       |                                                            | ジョン・レノン ポール・マッカートニー | 1:59  |
| 2.        | 「ベイビー・イッツ・ユー」(Baby It's You)                                            | マック・デヴィッド ルーサー・ディクソン バート・バカラック | ジョン・レノン                        | 2:41  |
| 3.        | 「ドゥ・ユー・ウォント・トゥ・ノウ・ア・シークレット」(Do You Want To Know A Secret) |                                                            | ジョージ・ハリスン                    | 1:59  |
| 4.        | 「蜜の味」(A Taste Of Honey)                                                         | ボビー・スコット リック・マーロー                          | ポール・マッカートニー                | 2:05  |
| 5.        | 「ゼアズ・ア・プレイス」(There's A Place)                                            |                                                            | ジョン・レノン ポール・マッカートニー | 1:53  |
| 6.        | 「ツイスト・アンド・シャウト」(Twist And Shout)                                      | フィル・メドレー バート・ラッセル                          | ジョン・レノン                        | 2:33  |
| 合計時間: | 合計時間:                                                                            | 合計時間:                                                  | 合計時間:                             | 13:10 |

## クレジット
ビートルズ
- ジョン・レノン - リード・ボーカル、バッキング・ボーカル、リズムギター、アコースティック・ギター、ハーモニカ、ハンドクラップ
- ポール・マッカートニー - リード・ボーカル、バッキング・ボーカル、ベースギター、ハンドクラップ
- ジョージ・ハリスン - リードギター、アコースティック・ギター、ハンドクラップ、バッキング・ボーカル、リード・ボーカル（「チェインズ」「ドゥ・ユー・ウォント・トゥ・ノウ・ア・シークレット」）
- リンゴ・スター - ドラム、タンバリン、マラカス、リード・ボーカル（「ボーイズ」）

外部ミュージシャン・スタッフ
- ジョージ・マーティン - プロデュース、ミキサー、編曲、ピアノ（「ミズリー」「P.S.アイ・ラヴ・ユー」）、チェレスタ（「ベイビー・イッツ・ユー」）
- アンディ・ホワイト - ドラム（「ラヴ・ミー・ドゥ」「P.S.アイ・ラヴ・ユー」）

## チャート成績・認定

### チャート成績
| チャート (1964年)    | 最高位 |
| -------------------- | ------ |
| US Billboard Top LPs | 2      |

### 認定
| 国/地域                    | 認定     | 認定/売上数 |
| -------------------------- | -------- | ----------- |
| アメリカ合衆国 (RIAA)      | Platinum | 1,000,000^  |
| ^ 認定のみに基づく出荷枚数 |          |             |